# Germano Rigotto
Germano Antônio Rigotto GOMM (Caxias do Sul, 24 de setembro de 1949) é um  advogado, cirurgião-dentista e político brasileiro filiado ao Movimento Democrático Brasileiro (MDB). Pelo Rio Grande do Sul, foi governador, deputado federal durante dois mandatos e deputado estadual em três ocasiões.

## Biografia
Germano Rigotto é casado com Claudia Elisa Eberle Scavino, e tem dois filhos: Rafael e Roberta. Cursou odontologia e direito na Universidade Federal do Rio Grande do Sul, em Porto Alegre, época em que pertenceu à Diretoria dos Centros Acadêmicos Othon Silva e André da Rocha.

## Carreira política
No ano de 1976, Germano Rigotto deu início à vida pública, quando foi eleito vereador em Caxias do Sul. Naquelas eleições, foi o vereador mais votado do então Movimento Democrático Brasileiro (MDB), assumindo, entre outros cargos, a liderança do partido. Em 1982 foi eleito deputado estadual com a conquista de uma das mais expressivas votações da história do PMDB. No Legislativo Estadual, foi membro da Mesa Diretora da Assembleia Legislativa e presidente das Comissões mais importantes do Parlamento do Rio Grande do Sul.
Nas eleições de 1986 foi novamente eleito deputado estadual, fazendo a segunda maior votação no estado. Durante essa legislatura, Rigotto foi líder da Bancada do PMDB, por duas gestões consecutivas, líder do Governo Pedro Simon, presidente da Comissão Parlamentar de Estudos do Sistema Financeiro e Bancário do Estado, além de ter sido Constituinte Estadual.
Na década de 90, foi três vezes eleito deputado federal, mantendo-se sempre entre os dois parlamentares mais votados do Rio Grande do Sul: em 1991, com 94 077 votos; em 1994, com 108 334 votos; e em 1998, com 151 260 votos. No Congresso Nacional, foi líder do PMDB e líder do Governo Fernando Henrique Cardoso. Rigotto também coordenou a bancada gaúcha e o Núcleo Parlamentar de Estudos Tributários e Contábeis – trabalho voltado, especialmente, para a criação do SIMPLES (Sistema Integrado de Pagamento de Impostos). Presidiu as Comissões mais importantes da Câmara, entre elas a de Finanças e de Tributação.
Ao longo dos seus três mandatos como deputado federal, Rigotto foi relator de importantes matérias, como a Lei Rouanet de incentivo à cultura e do Programa de Renda Mínima. Sua atuação também foi decisiva na pauta econômica e política do País: presidindo a Comissão de Reforma Tributária, da Câmara Federal, percorreu os 26 estados brasileiros, promovendo centenas de reuniões sobre o tema.
Por sua destacada atuação no Congresso Nacional, recebeu os mais significativos títulos honoríficos já conferidos às pessoas que têm contribuído para o desenvolvimento do País: a Ordem do Mérito Militar, do Ministério do Exército; o Mérito Tamandaré, do Ministério da Marinha; a Ordem de Rio Branco, do Ministério das Relações Exteriores; a Ordem do Mérito Santos Dumont, do Ministério da Aeronáutica. Também foi sete vezes escolhido pelo Departamento Intersindical de Assessoria Parlamentar (DIAP) como um dos parlamentares mais destacados e formadores de opinião do Congresso Nacional. Recebeu quase uma centena de condecorações concedidas por veículos de comunicação e entidades sediadas em todo o Brasil, em reconhecimento ao seu trabalho em Brasília.
Germano Rigotto também se destacou como palestrante no Brasil e no exterior, tratando de temas da área econômica e política nacional.

### Governador do Rio Grande do Sul
Nas eleições de 2002, Rigotto foi eleito governador do estado do Rio Grande do Sul pelo PMDB. Venceu nos dois turnos das eleições, derrotando Tarso Genro e sendo eleito com 3 148 788 votos (52,67%).
Em sua gestão, em quatro anos, a taxa de mortalidade infantil tornou-se a mais baixa do país e a Unesco destacou o ensino gaúcho como o melhor de todo o Brasil.[carece de fontes?] Seu governo também foi o pioneiro do país a implantar o pregão eletrônico, a certificação digital e o Imposto sobre Circulação de Mercadorias e Serviços (ICMS) eletrônico.
Admitido à Ordem do Mérito Militar no grau de Comendador especial pelo presidente Itamar Franco em 1993, Rigotto foi promovido em 2003 por Luiz Inácio Lula da Silva ao grau de Grande-Oficial.
Em 2006 foi pré-candidato do PMDB à Presidência da República. Não conseguiu a indicação do seu partido e acabou se candidatando à reeleição sendo derrotado ainda no primeiro turno. Em 2010 tentou voltar a ocupar um cargo eletivo mas foi derrotado na disputa por vaga no Senado Federal. Alguns adversários políticos do ex-governador consideram suas políticas no comando do Executivo gaúcho como neoliberais.

## Eleições 2018
O MDB confirmou em 4 de agosto de 2018 a candidatura de Germano Rigotto para vice presidente na chapa de Henrique Meirelles nas eleições de 2018. Com 1 288 950 votos, acabaram em sétimo lugar com pouco mais de 1% dos votos do primeiro turno.